# Tenochtitlan (Band)
Tenochtitlan ist ein Death-Doom-Projekt aus Russland, das 2004 gegründet wurde. Es gehört neben Metal-Bands wie Arkona, Nomans Land oder Butterfly Temple zu den bekannteren aus Osteuropa. Der Name der Band leitet sich von der mittelamerikanischen Stadt Tenochtitlán ab, die von den Azteken erbaut wurde. Die Teilnehmer des Projekts stammen aus den russischen Metropolen Moskau und Sankt Petersburg sowie den Provinzstädten Nowoworonesch und Belaja Kalitwa.

## Stil

### Thematik
Die Gruppe bildet in ihrem Land wegen ihrer Thematik eine Ausnahme. Die oben genannten Bands gehen in ihren Texten meist auf ihre eigene Kultur zurück, zum Beispiel bei Arkona die Slawen oder bei Nomans Land die Wikinger. Tenochtitlan jedoch beschäftigt sich mit der Kultur der mittel- und südamerikanischen Völker, beispielsweise den Maya, Inka und Azteken. Das macht sich ebenfalls auch auf den Plattencovern und in diversen Musikvideos bemerkbar.
Die Mitglieder der Band haben noch einige kleinere Nebenprojekte, die sich einer ähnlichen Thematik verschrieben haben. Ein Beispiel ist das Projekt des Sängers Lefthander namens Raxa, welches sich mit den Zeremonien der Maya beschäftigt.

### Musik
Der Stil der Band ist nicht einfach zu kategorisieren. Meist bewegt sich der Stil zwischen Death Metal und Doom Metal mit folk-ähnlichen Ambient-Einlagen. Manche Stücke der Gruppe haben allerdings auch andere Einflüsse, z. B. die klare Frauenstimme von Johny Ratsen. Weiterhin bestehen manche Stücke nur aus reiner Ambient-Musik. Schlagzeug Und Bass werden programmiert.

## Diskografie
- 2005: Epoch of the Fifth Sun (Album)
- 2006: Chac Och-Ut (Album)
- 2006: Teokalli (EP)
- 2007: Tezcatl (Album)
- 2011: Sotvorenie Mira (Album)